# ターフェルムジーク・バロック管弦楽団
ターフェルムジーク・バロック管弦楽団（ターフェルムジーク・バロックかんげんがくだん、The Tafelmusik Baroque Orchestra）は、カナダのトロントを本拠に活動する古楽器オーケストラである。

## 概要
1979年に設立。1981年より2014年までジーン・ラモン(en:Jeanne_Lamon)（1949年 - 2021年）が音楽監督兼コンサートマスターを務めていた 。また1981年にターフェルムジーク室内合唱団を併設した。
レコーディングは、ヴィヴァルディやJ・S・バッハ作品集など、主要なバロック作曲家のものが出ている。また古典派以降のものとしては、ブルーノ・ヴァイル指揮でハイドン・モーツァルトの交響曲シリーズや声楽曲、ヴァイル指揮ヨス・ファン・インマゼールのフォルテピアノ独奏でベートーヴェンのピアノ協奏曲全集などがある。